# مادر (فیلم ۲۰۰۹)
«مادر» (انگلیسی: Mother (2009 film)) فیلمی در ژانر درام به کارگردانی بونگ جون-هو است که در سال ۲۰۰۹ منتشر شد. از بازیگران آن می‌توان به وون بین اشاره کرد.